# Харизий
Харизий (или Харисий, Флавий Сосипатер Харизий, лат. Flavius Sosipater Charisius, IV век) — древнеримский грамматик.

## Биография
Родился, вероятно, в Африке. Из фактов биографии известно, что был вызван в Константинополь, чтобы занять место Эвантия, учёного комментатора Теренция.
До нашего времени дошло сочинение Харизия «Искусство грамматики» (лат. Ars grammatica) в 5 книгах, посвящённое сыну автора, не римлянину. Адресовано читателям, чьим родным языком является не латинский, в первую очередь грекоговорящим. Вероятное время публикации — начало 360-х. Утрачены начало первой, часть четвёртой и большая часть пятой книги; порядок отдельных частей перепутан. По-видимому, эта работа является только компиляцией, но компиляцией из таких хороших источников, как, например, Реммий Палемон, Юлий Роман и Коминиан, которые упомянуты в тексте.
По древнеримской традиции, Харизий включает в понятие грамматики и описывает в своём сочинении, кроме грамматики в современном понимании, также достоинства и недостатки речи, метрику, идиоматические выражения, синонимику и устаревшее в латинском языке, а также приводит большое количество цитат из известных писателей.